# Arjeplog
Arjeplog ( ouça a pronúncia) - em lapão do sul Aarjepluevie e em lapão de Ume Árjjepluovve - é uma pequena cidade sueca situada no centro da província histórica da Lapônia. Tem cerca de 1 701 habitantes (2021). É a sede da comuna de Arjeplog, pertencente ao condado de Norrbotten. 

Situada a 80 km da cidade de Arvidsjaur, está localizada junto ao canto sul do lago Hornavan - o mais profundo da Suécia - e próximo do lago Uddjaur. A Comuna de Arjeplog com os seus 8 727 lagos é a comuna com mais lagos da Suécia.

## Economia
É uma localidade com uma economia baseada no comércio e no turismo.

A atividade industrial mais importante do município está centrada nos ensaios e testes de inverno de vários construtores automóveis europeus - Bosch, Daimler-Chrysler, BMW, Renault e Grupo PSA (Peugeot/Citroën).

## Património cultural
- Museu da Prata (Silvermuseet), com uma notável coleção de 700 objetos de prata do povo lapão (MODERNAMENTE Povo Sámi). [4][1][2]

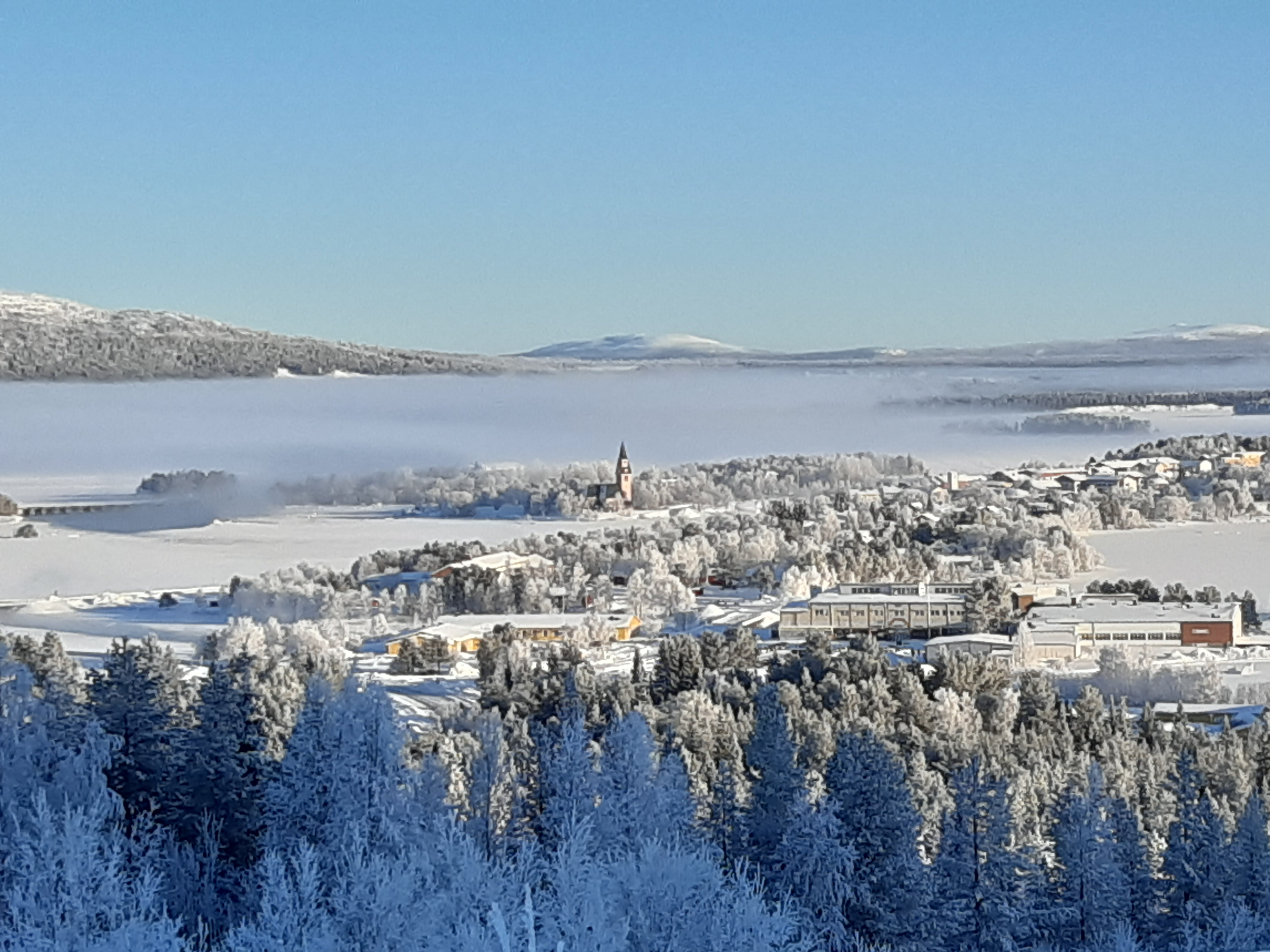
Vista de Arjeplog
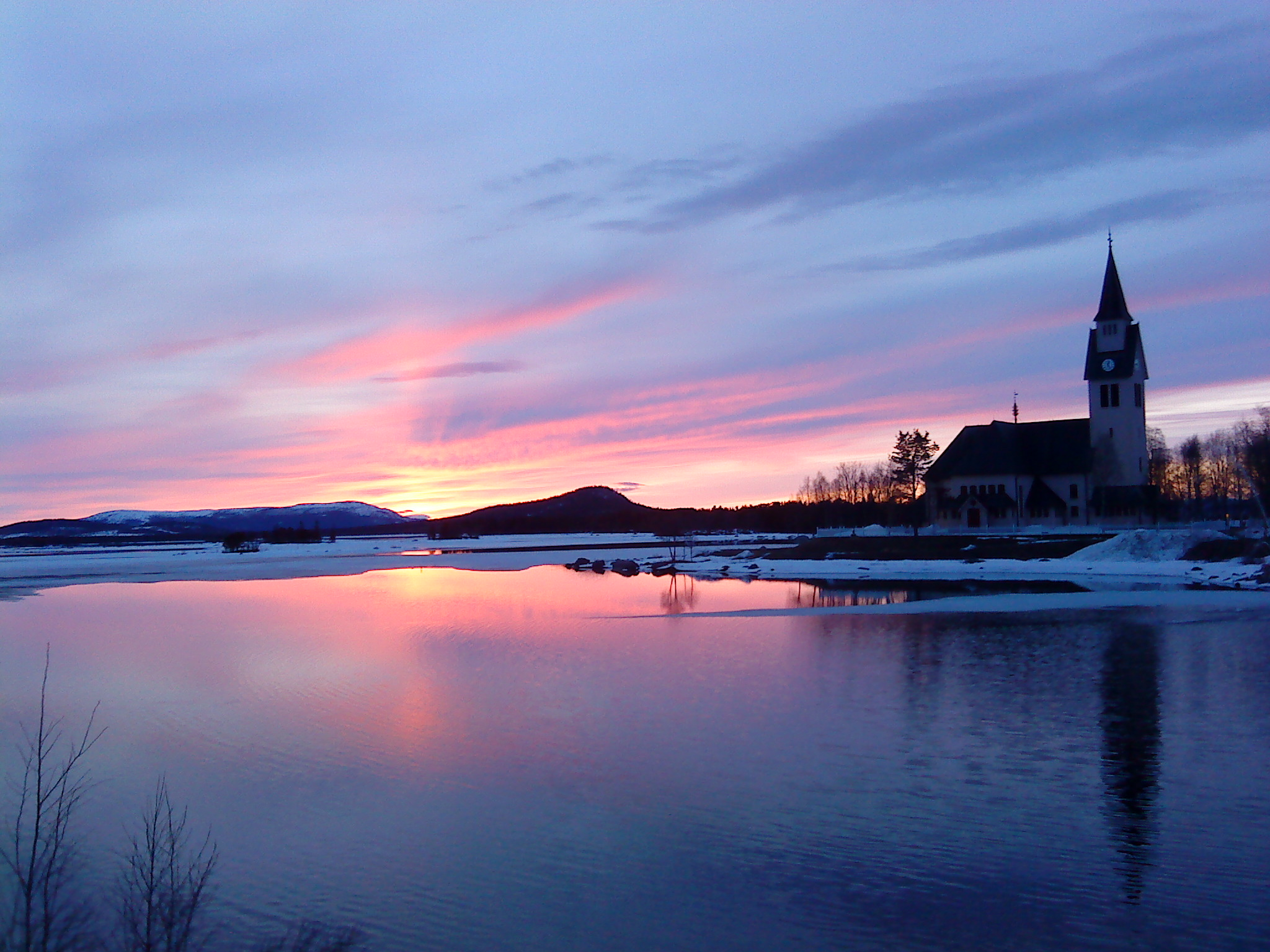
Arjeplog à noite
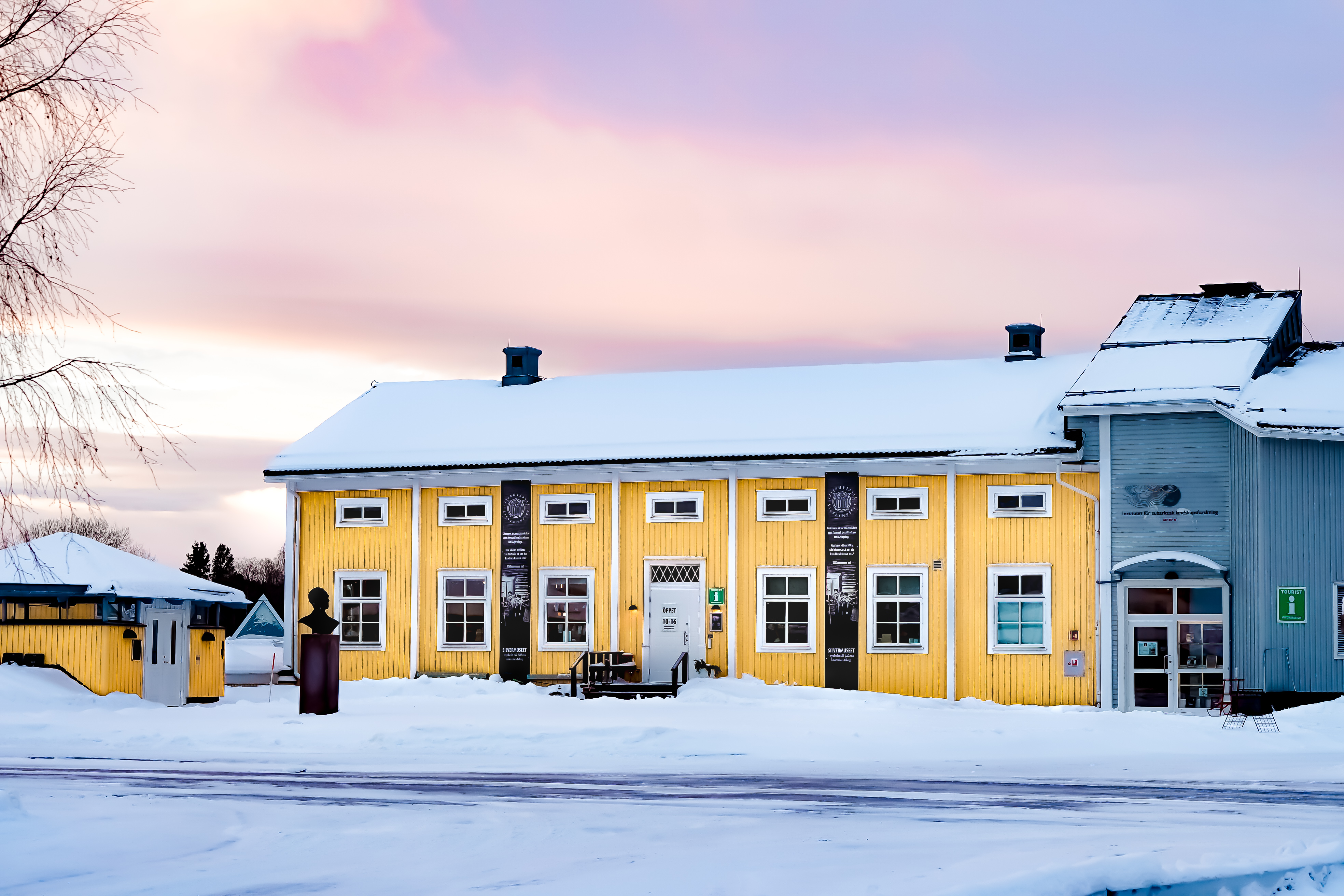
Museu da Prata
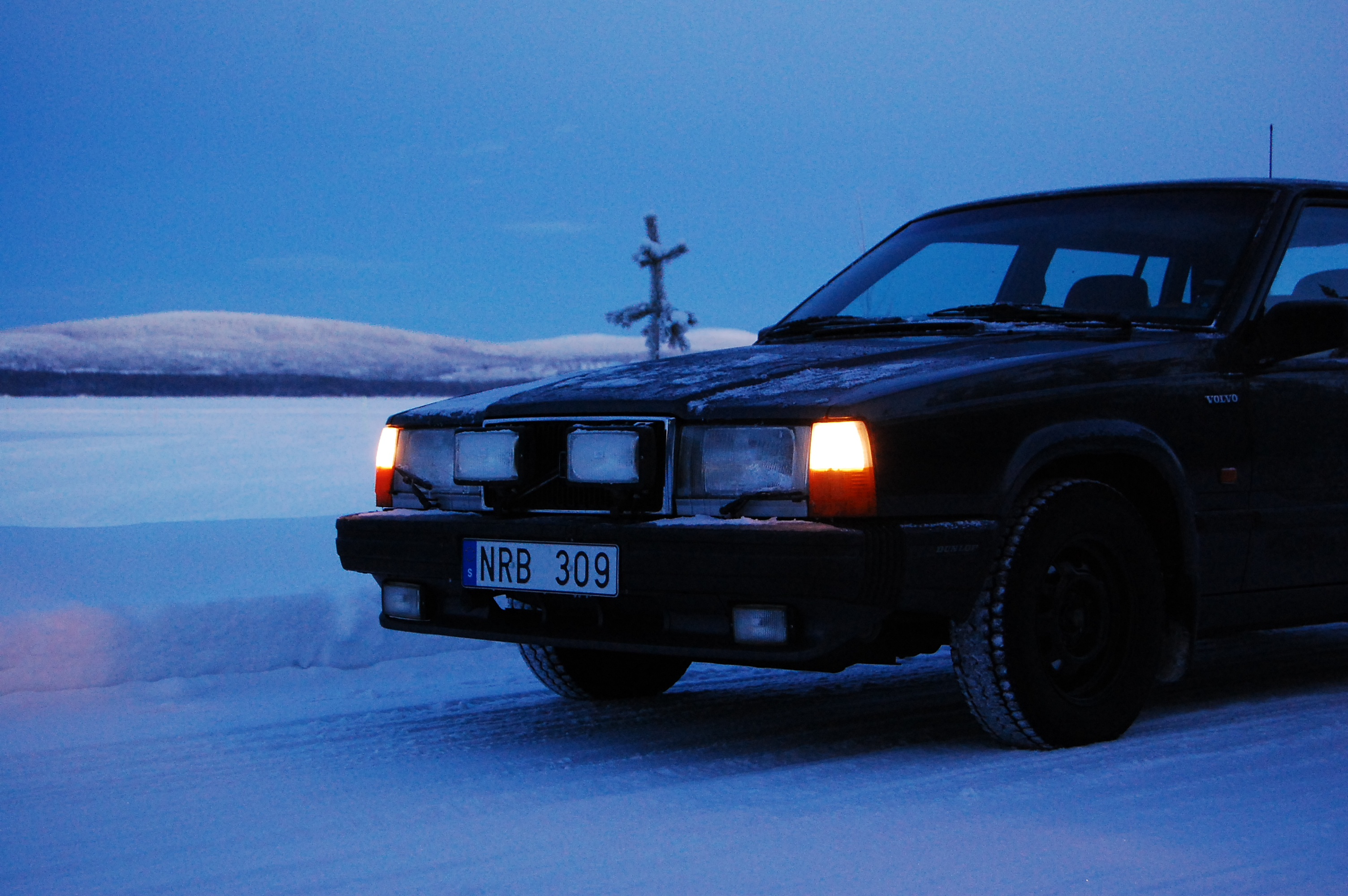
Paisagem gelada